# The Walkmen
The Walkmen sono un gruppo musicale indie rock statunitense di New York.
Il gruppo in origine era formata da Jonathan Fire Eater, che ora non ne fa più parte, e due membri dei The Recoys nel 2000. Ora, il gruppo è composto da Hamilton Leithauser (voce, chitarra), Paul Maroon (chitarra, piano), Walter Martin (organo), Peter Bauer (basso) e Matt Barrick (batteria). Utilizzano esclusivamente strumenti musicali vintage, fra i quali il clangy upright piano e di studi di registrazione come Marcata Recording, che usa una simile attrezzatura di registrazione.

## Storia
Nel 2002 esce l'album di debutto Everyone Who Pretended to Like Me Is Gone che fu ben accetto dai critici per il suo approccio sperimentale e per il suono progressive, dall'album è stata tratta aa canzone We've Been Had usata per una pubblicità di Saturn Ion. Il seguente album Bows & Arrows, è stato pubblicato nel 2004 ed è stato designato come uno dei migliori album dell'anno, in quanto possedeva meno esagerazioni musicali e suoni sperimentali dell'album precedente. Molte canzoni sono state utilizzate dalla Fox per il telefilm The O.C., compreso "What's in It for Me?", "The Rat" e "Little House of Savages".
Bows & Arrows è uscito dall'etichetta Record Collection della Warner Bros., in contrasto con l'etichetta indie Startime Records che uscì Everyone Who Pretended to Like Me Is Gone.
Il loro terzo album, A Hundred Miles Off, è stato pubblicato negli USA il 23 maggio 2006. Il primo single pubblicato è stato "Louisiana". In questo album Peter Bauer e Walter Martin hanno suonato rispettivamente l'organo e il basso.
Nello stesso anno, il 2006, ha visto la luce un'altra opera dei "The Walkmen": una riesecuzione integrale, “track by track”, di un album di Harry Nilsson e di John Lennon, Pussy Cats del 1974. L'album è un omaggio allo studio di registrazione di Harlem, il Marcata Studios, costruito nel 2000 dai Walkmen come simbolo della loro dedizione totale al gruppo appena nato e dismesso poco dopo l'incisione di "Pussy Cats".
Il loro quinto album in studio, You & Me, è uscito il 29 luglio 2008 in un'esclusiva anteprima sul sito di musica indipendente Amie Street; il ricavato della vendita on-line è stato totalmente destinato ad un istituto di ricerca e cura del cancro, il Memorial Sloan-Kettering Cancer Center. L'album è stato pubblicato in formato fisico il 19 agosto 2008.
Inoltre, gli Walkmen stanno lavorando ad un libro intitolato John's Journey.
L'album, Lisbon, è composto da 11 brani registrati in 5 giorni nell'agosto del 2009 con John Congleton e Chris Zane ed è stato pubblicato il 14 settembre 2010. È stato seguito da tour autunnale tra Nord America e Europa.
Il 29 maggio 2012 esce Heaven, che ottiene grande notorietà nel 2014 dopo essere stato scelto per il finale di serie della sitcom How I Met Your Mother.

## Discografia

### Album
- Everyone Who Pretended to Like Me Is Gone (2002)
- Bows & Arrows (2004)
- A Hundred Miles Off (2006)
- Pussy Cats (2006)
- You & Me (2008)
- Lisbon (2010)
- Heaven (2012)

### Ep e singoli
- Untitled (con quattro canzoni) (2001)
- Untitled (con otto canzoni) (2001)
- Untitled (con otto canzoni) (2002)
- Let's Live Together (2002)
- Split (con i Calla) (2002)
- The Rat (single) (2004)
- Little House of Savages (single) (2004)
- Christmas Party (2004)
- "There Goes My Baby" Stubbs the Zombie soundtrack (2005)